# Obugrische Sprachen
Die obugrischen Sprachen sind eine Untergruppe der ugrischen Sprachen, bestehend aus dem Chantischen und dem Mansischen. Sie werden von Teilen der Völker der Chanten und Mansen in Russland gesprochen.

## Klassifikation
Die obugrischen Sprachen gehören zu den uralischen Sprachen und sind innerhalb dieser eine Untergruppe der finno-ugrischen Sprachen. Sie sind verwandt mit der ungarischen Sprache und bilden mit dieser den Zweig der ugrischen Sprachen innerhalb der finno-ugrischen Sprachfamilie. Die obugrischen Sprachen unterteilen sich in zwei Einzelsprachen, die chantische (früher Ostjakisch) und die mansische Sprache (früher Wogulisch). Chantisch und Mansisch unterteilen sich wiederum in zahlreiche Dialekte.

## Verbreitung und Sprecherzahl
Sowohl Chantisch als auch Mansisch werden in Westsibirien von den Völkern der Chanten und Mansen gesprochen. Das Verbreitungsgebiet der Sprachen liegt hierbei vor allem am Fluss Ob und seinen Nebenflüssen im Autonomen Kreis der Chanten und Mansen, Autonomen Kreis der Jamal-Nenzen sowie in der Oblast Tjumen. Heute spricht nur noch ein kleiner Teil der rund 28.000 Chanten und 11.000 Mansen die chantische beziehungsweise mansische Sprache. Nach Angaben der russischen Volkszählung von 2002 sprachen zum Zeitpunkt der Zählung 13.568 Menschen Chantisch und 2.746 Mansisch.  Somit gehören beide Sprachen zu den gefährdeten Sprachen.
Bis ins 20. Jahrhundert gab es keine Schriftform der obugrischen Sprachen. Im Jahr 1937 wurden modifizierte Varianten des kyrillischen Alphabetes eingeführt.